# Václav Talich
Václav Talich est un chef d'orchestre et violoniste tchécoslovaque, né le 28 mai 1883 à Kremsier (Margraviat de Moravie) et mort le 16 mars 1961 à Beroun (près de Prague)

## Biographie
Václav Talich intègre le conservatoire de Prague en 1887 dans la classe de violon d'Otakar Ševčík. Il devient en 1903 premier violon de l'Orchestre philharmonique de Berlin dirigé par Arthur Nikisch. Malade, il quitte Berlin en 1904, s'installe à Odessa et joue avec l'orchestre du théâtre municipal. En 1905, il se rend à Odessa puis à l'Académie impériale russe de Tbilissi comme professeur de violon et chef de l'orchestre des élèves. Il rentre à Prague en 1906 et fait la connaissance du compositeur et violoniste Josef Suk.
De 1908 à 1912, il repart à l'étranger afin de diriger la Philharmonie de Ljubljana (Slovénie) avec laquelle il monte notamment les opéras Rusalka de Dvořák et La Fiancée vendue de Smetana. Il complète en parallèle sa formation musicale avec Max Reger.
Après un détour par l'Opéra municipal de Plzeň (Tchécoslovaquie), il est invité pour la première fois à diriger l'Orchestre philharmonique tchèque en 1917. Dès l'ouverture de la saison 1919-1920, Václav Talich en devient l'unique chef titulaire. Il dirige l'orchestre jusqu'en 1941 à l'exception d'une interruption de trois années (1931-1934) due à un engagement à la tête de l'Orchestre philharmonique royal de Stockholm. En 1922, il fonde le Chœur philharmonique tchèque.
De 1935 à 1941, il se voit confier l'administration du Théâtre national de Prague où il dirige Rusalka de Dvořák tout en donnant des cours de direction d'orchestre au Conservatoire de Prague. Il dirige également la création de Juliette ou la clé des songes de Bohuslav Martinů.
Pendant la guerre, alors que son élève Karel Ančerl est déporté au camp de Terezin, il reste à la tête de son orchestre tout en marquant des oppositions formelles à l'occupant nazi. En 1940, notamment, il se fit porter malade afin d'éviter de diriger Lohengrin de Richard Wagner à Prague pour l'anniversaire d'Hitler. À plusieurs reprises, il interpréta Ma Patrie de Smetana en Allemagne (Berlin, Dresde) ainsi qu'en Tchécoslovaquie occupée. Malgré cela, il fut soupçonné de collaboration (à l'image de Wilhelm Furtwängler) et dut subir après la guerre les persécutions constantes du Ministre de la Culture de l'époque, Zdenek Nejedlý.
Cependant, il revient sur le devant de la scène en 1946 en créant l'Orchestre de chambre tchèque et revient à la tête de l'Orchestre du Théâtre national de 1947 à 1948. Le Coup de Prague (1948) abrège brutalement sa carrière, ne l'empêchant toutefois pas de revenir régulièrement au pupitre de l'Orchestre philharmonique tchèque avant 1954. L'interdiction de diriger ne l'empêche cependant pas d'enregistrer depuis 1949. Durant cette période de semi-exil, il fonde l'Orchestre philharmonique slovaque à Bratislava et le dirige de 1949 à 1952. Il fut également très impliqué au sein du festival du Mai Musical de Prague, devenu dès 1946 le Festival du Printemps de Prague.
Parmi ses élèves, on trouve les noms de futurs chefs comme Karel Ančerl, Milan Munclinger, Jaroslav Krombholc ou Charles Mackerras.

## Répertoire
Vaclav Talich aimait plus particulièrement interpréter les œuvres des compositeurs tchèques, notamment son ami Josef Suk ou Dvořák, Smetana, Janáček (Talich créa sa Sinfonietta en 1926 et réalisa une suite tirée de l'opéra La petite renarde rusée), Martinů (qui lui a dédicacé son opéra Juliette ou la Clef des songes).
Parmi son répertoire, on peut également citer Mozart, les impressionnistes français et la musique russe. De sa discographie considérable échelonnée de 1929 (Ma Patrie de Smetana) à 1956 (Danses Slaves de Dvorak filmées pour la télévision), on peut retenir une remarquable Symphonie du Nouveau monde (troisième gravure de 1954), ainsi qu'une captation live de Ma Patrie de Smetana, enregistrée en 1939 sous l'occupation allemande avec les forces conjointes des orchestres du Théâtre National et de la Radio.

## Héritage
Václav Talich marqua durablement la vie musicale de la Tchécoslovaquie au lendemain de son accession à l'indépendance. Lié de 1917 à 1956 avec l'Orchestre philharmonique tchèque, il en fit l'une des formations les plus prestigieuses d'Europe centrale, l'emmenant en tournée en Europe occidentale dès les années 1920 (notamment en Italie, en Grande-Bretagne et en France). Son exigence et son autorité totale au service de la musique furent comparables au travail de bâtisseur que fit Evgeny Mravinsky avec l'Orchestre philharmonique de Leningrad. Les deux chefs furent d'ailleurs en très bons termes, alors que le second venait diriger régulièrement l'Orchestre philharmonique tchèque.

## Hommages
L'astéroïde (11201) Talich, découvert en 1999, est nommé en son honneur.

## Sources textuelles
- (cs) František Sláma, Z Herálce do Šangrilá a zase nazpátek, Říčany, Orego, 2001, 359 p. (ISBN 80-86117-61-8)
- (cs) Milan Kuna, Václav Talich, Prague, 1980
- (cs) Václav Holzknecht, Česká filharmonie. Příběh orchestru, Prague, SHV, 1963